# Druye
Druye ist eine 999 Einwohner (Stand: 1. Januar 2022) zählende französische Gemeinde in der Region Centre-Val de Loire im Département Indre-et-Loire. Die Gemeinde gehört zum Arrondissement Tours und zum Kanton Ballan-Miré. Die Einwohner werden Druyens genannt.

## Lage
Druye liegt etwa 13 Kilometer südwestlich vom Stadtzentrum von Tours. Im nordöstlichen Gemeindegebiet entspringt der Fluss Vieux Cher. Druye wird umgeben von den Nachbargemeinden Villandry im Norden und Nordwesten, Savonnières im Norden, Ballan-Miré im Nordosten, Artannes-sur-Indre im Osten und Südosten, Pont-de-Ruan im Süden und Südosten, Saché im Süden, Azay-le-Rideau im Südwesten sowie Vallères im Westen.

## Bevölkerungsentwicklung
| Jahr                      | 1962 | 1968 | 1975 | 1982 | 1990 | 1999 | 2006 | 2013 |
| Einwohner                 | 495  | 466  | 530  | 578  | 681  | 721  | 845  | 975  |
| Quelle: Cassini und INSEE |      |      |      |      |      |      |      |      |

## Sehenswürdigkeiten

Kirche Saint-Pierre

- Kirche Saint-Pierre